# هاینریش بورگر
هاینریش بورگر (انگلیسی: Heinrich Bürger؛ زاده دهه ۱۸۰۰ - درگذشته ۲۵ مارس ۱۸۵۸) یک فیزیک‌دان، و زیست‌شناس اهل آلمان بود.